# Narros del Castillo
Narros del Castillo è un comune spagnolo di 238 abitanti situato nella comunità autonoma di Castiglia e León.